# Heinrich Strasser
Heinrich Strasser (26 de outubro de 1948) é um ex-futebolista austríaco.

## Carreira
Heinrich Strasser competiu na Copa do Mundo FIFA de 1978, sediada na Argentina, na qual a seleção de seu país terminou na sétima colocação dentre os 16 participantes.